# Tipo 87
El Tipo 87 es un mortero de infantería de 82 mm chino desarrollado por Norinco en 1987. Es un reemplazo del antiguo mortero Tipo 67 de 82 mm utilizado a nivel de batallón. También se desarrolló una versión de 81 mm llamada W87 para mercados de exportación.

## Variantes
- Tipo 87: modelo básico de 82 mm.
- W87: modelo calibre 81 mm para exportación.

## Operadores
- Bangladés[1]
- China[2]
- Vietnam